# Boyd Winchester
Boyd Winchester, född 23 september 1836 i Ascension Parish i Louisiana, död 18 maj 1923 i Louisville i Kentucky, var en amerikansk demokratisk politiker och diplomat. Han var ledamot av USA:s representanthus 1869–1873.
Winchester studerade vid Centre College, University of Virginia och University of Louisville. Han inledde 1857 sin karriär som advokat i Louisville. Han var ledamot av Kentuckys senat 1867–1868 och därefter var han i USA:s representanthus i fyra år. Som generalkonsul och ministerresident i Schweiz tjänstgjorde han 1885–1889.
Winchester avled 1923 och gravsattes på Cave Hill Cemetery i Louisville.